# 江龙镇
江龙镇，是中华人民共和国贵州省安顺市镇宁布依族苗族自治县下辖的一个乡镇级行政单位。
2016年1月14日，贵州省人民政府批复同意镇宁自治县部分乡镇行政区划调整，新设置的江龙镇辖原江龙镇、朵卜陇乡行政区域，镇人民政府驻江龙村。

## 行政区划
江龙镇下辖以下地区：
江龙社区、一村、二村、白杨村、双龙村、竹兴村、施丁村、骆家湾村、马安村、水洞村、后坝村、青杠林村、马格村、炳英村、顶书村、木浪河村、河头村、木皮村、六志村、杨柳村、干坝村、猫猫冲村、猛正村、岩上村、毛草村、红岩村、纸槽村、上寨村、窑上村、达道村、老坝村、新河村、红梯村、簸箕村、板红村、永安村、梭马村、新苑村、陇西村、龙潭村、张旗村、高坡村和白沙村。